# 六分
六分，原寫為六份，是臺灣臺中市外埔區的一個傳統地域名稱，位於該區東部。相較於今日行政區，其範圍大致包括六分里、永豐里。
2018年臺中世界花卉博覽會三大場地之一的外埔永豐園區即位於本地區中部偏東南。

## 歷史
台灣清治末期，六分地區為一街庄，稱為「六份庄」，隸屬於苗栗三堡。該庄北與馬鳴埔庄、廍仔庄為鄰，東及東南與月眉庄為鄰，西南邊為磁磘庄。
1901年（日明治三十四年）11月，全台廢縣廳改設二十廳，該庄隸屬於苗栗廳。1903年（明治三十六年）6月，該庄編入「外埔區」，仍隸屬於苗栗廳。1909年（明治四十二年）10月，全台二十廳合併為十二廳，苗栗廳廢止，外埔區改隸屬於臺中廳。1920年（大正九年），全台地方制度大改正，該庄改制並雅化為「六分」大字，隸屬於臺中州大甲郡外埔庄。
戰後外埔庄改制為外埔鄉，隸屬於臺中縣，大字亦改制為村。1950年10月，中、彰、投分治，外埔鄉隸屬不變。2010年12月，隨著臺中縣、市合併為直轄臺中市，外埔鄉改制為外埔區，村亦改制為里。

## 聚落
本地區發展較早的聚落有六份、崁頭、新厝等，在日治期初期的官方地圖上已有記載。此外，本地區尚有虎腳瘡、鳳梨園、永豐等聚落。

## 交通
市道132號（甲后路三段）是大安港至后里的道路，大致以北北西—南南東走向轉西向東再轉西北—東南走向經過本地區北部及東北部。由該道路向北北西可前往大甲、大安港並止於區道中7線路口，向東南可前往后里並止於台鐵后里車站。
區道中24線（東西巷、六分南北路）是大甲東至三崁頭的道路，其東側端點位於本地西部邊界地帶的市道132號舊線（甲后路三段）路口。由此向東北東轉北蜿蜒而行，出境後可前往馬鳴埔、鐵砧山腳的新厝子，轉向西可前往鐵砧山腳聚落、頂店南端的大甲高工、大甲東與山腳交界地帶、山腳中部偏東北並止於市道132號路口。
區道中30線（六分路）是番子寮至后里的道路，大致以西向東蜿蜒貫穿本地區北部。由該道路向西轉西南可前往磁磘、內水尾、外水尾西部邊界地帶南側並止於省道台1線路口，向東可前往月眉東北部的崎頭、后里北部並止於省道台13線路口。

## 廟宇
- 義虎堂（虎爺廟）